# Benoît Widemann
Benoît Widemann (* 1957) ist ein französischer Fusionmusiker (Piano, Synthesizer, Musik) und Informatiker. Bekannt wurde er zunächst als Mitglied der Band Magma, bevor er Alben unter eigenem Namen vorlegte. Er schrieb zahlreiche Software-Programme für den Macintosh und weitere Apple-Produkte.

## Leben und Wirken
Zur Musik kam Widemann über seine Familie, die vor allem Klassik und Barockmusik hörte, wobei ihn vor allem Johann Sebastian Bach und Igor Strawinsky prägten. Mit fünf Jahren lernte er Klavierspiel an der Martenot Art School. Als Teenager begeisterte ihn früher Jazzrock wie die Electric-Miles-Era von Miles Davis, Weather Report, Mahavishnu Orchestra oder The Tony Williams Lifetime. Auf Empfehlung von Didier Lockwood wurde er im Dezember 1974 mit nur 17 Jahren Keyboarder bei Magma. Im Juni 1975 war er gemeinsam mit Christian Vander und Didier Lockwood als Keyboarder am Album Live / Hhaï beteiligt; es folgten die Studioalben Üdü Ẁüdü (1976), Attahk (1977) und Merci (1984). Auf einigen Magma-Alben wird Widemann unter seinem kobaïanischen Pseudonym Kahal Negümüraaht geführt. Zwischen 1977 und 1988 trat er auch regelmäßig mit Dan Ar Braz auf und war an allen Alben von ihm beteiligt. 1982 verließ er Magma um sich weiteren Projekten zu widmen.
1977 veröffentlichte Widemann ein erstes Album unter eigenem Namen, Stress !, an dem auch die Keyboarder Patrick Gauthier und Jean-Pierre Fouquey, der Gitarrist Patrice Tison, der Bassist Guy Delacroix und der Schlagzeuger Clément Bailly beteiligt waren. 1979 erschien sein zweites Album, Tsunami, mit dem Saxophonisten Gilbert Dall’Anese, dem Pianisten Jean-Pierre Fouquey, dem Bassisten Rémy Dall’Anese und den Schlagzeuger Jean-Paul und André Ceccarelli. 1983 folgte sein Album 3 mit den Bassisten Sylvain Marc und Dominique Bertram, den Schlagzeugern Kirt Rust und François Laizeau sowie Gilles Perrin (Perkussion).
2005 spielte Widemann mit seinen Ex-Kollegen von Magma mehreren Konzerte, die auf zwei DVDs dokumentiert wurden. Seit 2009 gehörte er zur Band Klaus House um Klaus Blasquiz, mit der er das Album Moods (2017) einspielte. Zwischen 2011 und 2014 leitete er sein Benoît Widemann Quartett mit Olivier Louvel (Gitarre), Gilles Coquard (Bass) und Nicolas Viccaro (Schlagzeug). Weiterhin ist er auf Alben von Aldo Romano, Jean-Michel Kajdan, Maxime Le Forestier und Éric Séva zu hören.
Daneben war Widemann als unabhängiger Software-Entwickler und Berater tätig und hat Programme wie JoliWrite, JoliTerm, JoliPhone / Notebook, MidiControl, MacSnail, FinderHelper, EuroGlyph, GWrite, AliasMenu, AliasKeys, RapidCal oder RapidScript verfasst.

## Diskographische Hinweise
- Stress ! (1977)
- Tsunami (1978)[9]
- Didier Lockwood, Jannick Top, Christian Vander, Benoît Widemann Fusion (1981)
- 3 (1982)